# Josef Lundahl
Paulus Josef Lundahl, född 13 juni 1883 i Katarina församling, Stockholm, död 23 juli 1930 i Katarina församling, Stockholm, var en svensk psykiater.

## Biografi
Josef Lundahls far var missionär i Eritrea. Efter mogenhetsexamen i Stockholm 1901 blev Lundahl medicine kandidat vid Karolinska institutet 1905, student vid Lunds universitet 1909, medicine licentiat där samma år, tillförordnad och biträdande läkare vid Lunds hospital 1910-11, tillförordnad och biträdande läkare vid Säters hospital 1911–13, ordinarie hospitalsläkare där 1913, läkare vid Visby hospital från 1915, vid olika skolor i Visby från 1916. 
Lundahl var sekreterare i Gotlands läkarförening 1917–20, ordförande där 1924–25, fängelseläkare från 1917, tillförordnad stadsläkare i olika perioder 1917–27, läkare vid Barnkrubban Mjölkdroppen från 1917, vid sjukhemmet från 1921, och ordförande i epidemisjukhusstyrelsen från 1921, allt i Visby.
Lundahl avled 1930 och gravsattes på Norra kyrkogården i Visby.